# Flieth-Stegelitz
Flieth-Stegelitz est une commune allemande de l'arrondissement d'Uckermark, Land de Brandebourg.

## Géographie
Flieth-Stegelitz se situe au cœur des collines et des lacs de la région de l'Uckermark. La partie du territoire appartenant à la réserve de biosphère de Schorfheide-Chorin se trouve au sud du lac de l'Ucker supérieur, alimenté par l'Uecker. La forêt au sud fait partie de la Schorfheide.
La commune comprend les quartiers d'Afrika (Hessenhagener Mühle), Flieth, Hessenhagen, Pfingstberg, Stegelitz, Suckow et Voßberg.

## Histoire
La commune est née de la fusion de Flieth et de Stegelitz le 31 décembre 2001.
Flieth
Flieth est mentionné pour la première fois en 1269 sous le nom de « Vlete ». Il y avait alors l'église qui fut détruite lors d'un bombardement en 1945.
Le village est jusqu'au milieu du XVe siècle la propriété de la famille von Stegelitz, division des Arnim. Une grande partie du village est détruite lors de la guerre de Trente Ans. Le repeuplement se finit après 150 ans.
Le village est concerné par la Landwirtschaftliche Produktionsgenossenschaft en 1946.
Stegelitz
Stegelitz est aussi mentionné pour la première fois en 1269 comme le fief di fondateur de la famille noble, Heinrich von Stegelitz. À la fin du XVe siècle, il change plusieurs fois de propriétaire. Après la guerre de Trente ans, Stegelitz est un village médiéval déserté et est repeuplé peu à peu. En 1734, il devient une propriété des Arnim.
Peu avant la fin de la guerre en 1945, le château et les dépendances, l'église et l'école sont fortement endommagés.
À 2 km au sud-ouest, à Hessenhagener Mühle, des réfugiés s'installent en 1948. Ils appellent le quartier Afrika.
Autres quartiers
- Suckow, mentionné en 1206 sous le nom de "Sukowe", a un manoir, propriété des Arnim de 1577 à 1927. Construit en 1734, le château est détruit par un incendie en 1945.
- Voßberg est mentionné en 1822.
- Pfingstberg est peuplé au début du XVIIIe siècle par des gens originaires de Westphalie.
- Hessenhagen est mentionné en 1269 pour sa présence sur la frontière entre la duché de Poméranie et le Brandebourg. Entre la fin du XVe siècle et du XVIIIe siècle, le village est désert.